# 于尔瓦勒
于尔瓦勒（法語：Urval，法語發音：[yʁval]）是法国多尔多涅省的一个市镇，属于贝尔热拉克区。

## 地理
于尔瓦勒（44°48'44"N, 0°56'53"E）面积13.38 平方千米，位于法国新阿基坦大区多爾多涅省，该省份为法国西南部内陆省份，是法國本土面积第三大的省，大致对应佩里戈尔地区，北起顺时针与夏朗德省、上维埃纳省、科雷兹省、洛特省、洛特-加龙省、吉倫特省和滨海夏朗德省接壤。
与于尔瓦勒接壤的市镇（或旧市镇、城区）包括：佩里戈尔地区锡奥拉克、勒比松德卡杜安、布亚克、圣帕尔杜和维耶尔维克、蒙普莱桑。

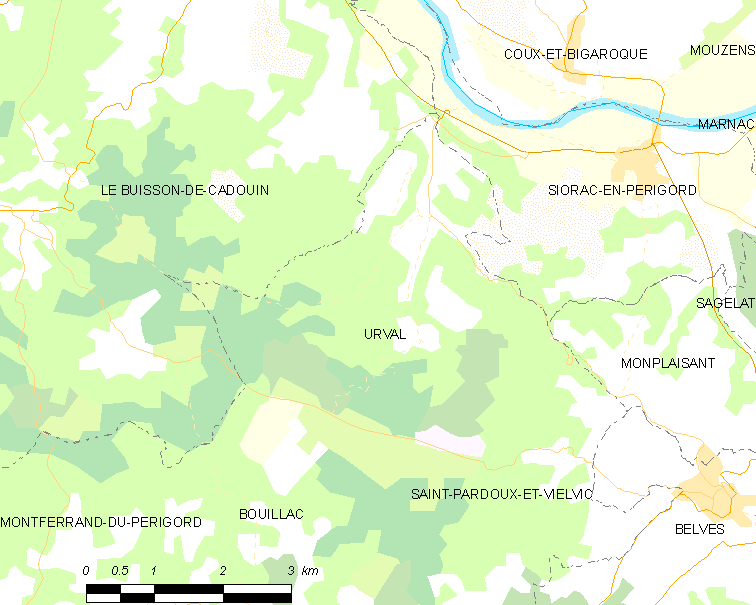
于尔瓦勒的OSM定位图

于尔瓦勒的时区为UTC+01:00、UTC+02:00（夏令时）。

## 行政
于尔瓦勒的邮政编码为24480，INSEE市镇编码为24560。

## 政治
于尔瓦勒所属的省级选区为拉兰德县。

## 人口

1962-2008年间于尔瓦勒人口变化图示

于尔瓦勒于2022年1月1日时的人口数量为115人。